# 宮崎緑
宮崎 緑（みやざき みどり、1958年〈昭和33年〉1月15日 - ）は、日本のジャーナリスト、国際政治学者、国際政策学者。千葉商科大学国際教養学部教授・学長。国家公安委員会委員。元ニュースキャスター。
1982年（昭和57年）から6年間、テレビのニュース番組「ニュースセンター9時」（NHK）のキャスターを務め、日本の女性ニュースキャスターの草分けとしても知られる。

## 経歴
湘南白百合学園小学校、横浜国立大学教育学部附属鎌倉中学校、神奈川県立湘南高等学校を経て、慶應義塾大学法学部政治学科卒業。同大学院法学研究科修了（法学修士）。指導教員は神谷不二。この大学生時代の頃に、NHK教育テレビジョンの中高生向けの教養番組「ジュニア・文化シリーズ サイエンスレーダー」のリポーターを務めていた。
東京大学を不合格になったため慶應に進学したことを自著にて述べている。これについては、塾や家庭教師には全く無縁であったことが原因であると述べている。
1982年（昭和57年）4月、NHK『ニュースセンター9時』で初の女性ニュースキャスターに就任し、その後6年間に渡って同職を務めた。しかしながら、当時の内閣総理大臣・中曽根康弘に食事に誘われたなどと書き立てられたり、阪神・淡路大震災の取材で毛皮のコートを着ていたなどと記事の中でセンセーショナルに扱われたことが積み重なり、マスメディアに失望し、その後は大学院時代から身を置いていた政治学分野で学界に転進した。
東京工業大学工学部社会工学科非常勤講師を経て、2000年（平成12年）に千葉商科大学政策情報学部助教授、2006年に教授（2008年に大学院政策情報研究科教授兼任）、2010年（平成22年）から2014年3月まで同学部長。2015年（平成27年）から、新設された国際教養学部教授、2021年(令和3年)まで同学部長。
2001年（平成13年）から鹿児島県奄美市にある地域文化の情報発信拠点奄美パーク園長と、その付属施設である田中一村美術館の館長を兼任したほか、神奈川県教育委員会委員、ソニー教育財団理事、昭和シェル石油株式会社監査役なども歴任した。
2011年2月、第6期中央教育審議会委員に任命された。
2014年4月11日、衆議院議員選挙区画定審議会委員に任命された。
2015年10月30日、東京都教育委員会委員に任命された（2021年2月10日退任）。
2016年9月23日、上皇明仁が意向を示した「生前退位」への対応に関し、同日付で「天皇の公務の負担軽減等に関する有識者会議」が設置され、その有識者会議のメンバーに選ばれた。
2016年9月29日、『週刊文春』（2016年10月6日号）にて「経歴詐称疑惑」と題する記事が掲載された。首相官邸のホームページの宮崎のプロフィールにある、「昭和63年（1988年）東京工業大学講師」の職歴に疑問が呈され、週刊文春が東京工業大学に問い合わせたところ宮崎の職歴を確認できなかった、との内容であった。これに対して、千葉商科大学は「当該教授に経歴詐称の事実がないことを確認しております」と発表。また、『週刊新潮』 2016年10月13日号に、宮崎が東京工業大学学長（当時）名での「講師（東京工業大学工学部）に採用する」とする1988年4月18日付の辞令を示した記事が掲載された。
2019年3月5日、「元号に関する懇談会」の有識者委員の一人に選ばれ、新元号「令和」の選出に関与する。
2021年2月22日、国家公安委員会委員に任命された。
2025年4月1日より千葉商科大学の学長に就任。

## 出演
| 期間       | 期間       | 番組名                                   | 役職                               |
| ---------- | ---------- | ---------------------------------------- | ---------------------------------- |
| 1981年4月  | 1982年3月  | ジュニア・文化シリーズ（NHK教育）        | 『サイエンスレーダー』アシスタント |
| 1982年4月  | 1988年3月  | ニュースセンター9時（NHK総合）           | メインキャスター                   |
| 1988年4月  | 1988年12月 | NHKモーニングワイド（NHK総合）           | 土曜日メインキャスター             |
| 1989年8月  | 1990年3月  | ワールドニュース・ウィークリー（NHKBS1） | キャスター                         |
| 1990年4月  | 1992年9月  | ワールドニュース世界を読む（NHKBS1）     | 金曜日メインキャスター             |
| 1992年4月  | 1994年3月  | ニュースフロンティア（テレビ朝日）       | メインキャスター                   |
| 1992年10月 | 1994年3月  | ワールドステーション22（NHKBS1）         | 金曜日メインキャスター             |
| 1994年4月  | 1995年9月  | フロンティア（テレビ朝日）               | ニュースパートキャスター           |
| 1994年4月  | 1995年3月  | ワールドリポート（NHKBS1）               | キャスター                         |
| 1994年10月 | 1999年6月  | 朝まで生テレビ!（テレビ朝日）            | 総合司会                           |

## 著書

### 単著
- 『宮崎緑の社会あんぐるよりどりみどり』日本生産性本部、1983年11月10日。（講談社文庫 1988年「キャスター駆け出す」に改題）
- 『わたしが会ったアジアの子ども - NHK海外たすけあいキャンペーン取材で』（偕成社 1984年）
- 『NHKを10倍楽しむ法』（講談社 1984年。講談社文庫 1987年「はい、ニュースキャスターです」に改題）
- 『From me to you - お便りありがとう』（文化出版局 1984年）
- 『夢を拓く - Talk journal』（講談社 1987年）
- 『私のリアルタイム』（読売新聞社 1989年）
- 『私のリアルタイム2』（読売新聞社 1993年）
- 『おもいっきり翔んで』（読売新聞社 1994年）
- 『女の耳目』（読売新聞社 1996年）

### 共著
- （赤木完爾・小此木政夫編）『冷戦期の国際政治』（慶應通信 1987年）
- （アジアの総合安全保障研究グループ）『アジアはどう変わるか - 90年代のアジアの総合安全保障』（日本経済新聞社 1993年）
- 加藤寛、宮崎緑 2009 『福沢諭吉なら、今、こう言う 加藤寛インタビュー 究極のベストセラー『学問のすすめ』に学ぶ日本再生への提言』星雲社
- 『大学維新への挑戦』中央公論新社　2010年

### 翻訳
- リチャード・ニクソン『ノー・モア・ヴェトナム』（講談社 1986年）